# Граменет (футбольный клуб)
«Граменет» (кат. и исп. UDA Gramenet) — каталонский футбольный клуб из города Санта-Колома-де-Граменет, в провинции Барселона в автономном сообществе Каталония. Клуб основан в 1945 году, путём слияния клубов «ФК Граменет», «УД Коломенсе» и «КФ Балеарес». Домашние матчи проводит на муниципальном стадионе города Сан-Адрэа-де-Бесос, вмещающем 1 000 зрителей. В Примере и Сегунде команда никогда не выступала, лучшим результатом является 1-е место в Сегунде B в сезонах 1993/94 и 2000/01.
Является единственной командой, которую не смогла обыграть «Барселона» с Месси в составе. «Гранемет» выбил «Барселону» в 1/32 финала Кубка Испании 2004/05 (1:0 в дополнительное время), дойдя до четвертьфинала, где уступил будущему победителю «Реал Бетису».

## Сезоны по дивизионам
- Сегунда B — 18 сезонов
- Терсера — 20 сезонов
- Региональные лиги — 34 сезона

## Достижения
- Сегунда B
  - Победитель (2): 1993/94, 2000/01
- Терсера
  - Победитель: 1991/92